# آني ليبلان
آني ليبلان (من مواليد 29 أبريل 1992) هي عداءة المسافات المتوسطة الكندية.   كانت قد شاركت في سباق 800 متر نساء في بطولة العالم 2017 في ألعاب القوى. 

## روابط خارجية
- آني ليبلان على موقع الاتحاد الدولي لألعاب القوى (الإنجليزية)
- آني ليبلان على موقع الاتحاد الكندي لألعاب القوى (الإنجليزية)